# Slobozia-Șirăuți, Briceni
Slobozia-Șirăuți este un sat din raionul Briceni, Republica Moldova.

## Demografie

### Structura etnică
Structura etnică a satului conform recensământului populației din 2004:
| Grup etnic         | Populație | % Procentaj |
| ------------------ | --------- | ----------- |
| Ucraineni          | 937       | 84,8%       |
| Moldoveni / Români | 146       | 13,21%      |
| Ruși               | 19        | 1,72%       |
| Găgăuzi            | 1         | 0,09%       |
| Evrei              | 1         | 0,09%       |
| Alții              | 1         | 0,09%       |
| Total              | 1.105     | 100%        |

## Administrație și politică
Componența Consiliului local Slobozia-Șirăuți (9 consilieri), ales la 5 noiembrie 2023, este următoarea:
|  | Partid                                       | Consilieri | Componență | Componență | Componență | Componență | Componență | Componență |
|  | -------------------------------------------- | ---------- | ---------- | ---------- | ---------- | ---------- | ---------- | ---------- |
|  | Partidul Socialiștilor din Republica Moldova | 6          |            |            |            |            |            |            |
|  | Partidul Comuniștilor din Republica Moldova  | 2          |            |            |            |            |            |            |
|  | Partidul „Renaștere”                         | 1          |            |            |            |            |            |            |